# Фофаново (посёлок, Дмитровский городской округ)
Фофаново — посёлок в Дмитровском районе Московской области, в составе сельского поселения Куликовское.

## География
Посёлок расположен на северо-западе центральной части района, примерно в 16 км к северо-западу от Дмитрова, у истоков реки Пешноша (правый приток Яхромы), высота центра над уровнем моря 137 м. Ближайшие населённые пункты — Говейново на западе, Банино на юго-востоке и Насадкино на северо-востоке.

## История
До 2006 года Фофаново входило в состав Куликовского сельского округа.
Постановлением Губернатора Московской области от 21 февраля 2019 года № 75-ПГ категория населённого пункта изменена с «деревня» на «посёлок».

## Население
| 2002 | 2006 | 2010 |
| ---- | ---- | ---- |
| 20   | ↘17  | →17  |